# Kumreut
Kumreut ist ein Gemeindeteil des Marktes Röhrnbach im niederbayerischen Landkreis Freyung-Grafenau. Bis 1875 war die Schreibweise Kumreuth.

## Lage
Das Pfarrdorf liegt etwa sieben Kilometer südwestlich der Kreisstadt Freyung und vier Kilometer nördlich von Röhrnbach an der Bundesstraße 12 auf einem Bergrücken zwischen dem Frei-Bach im Westen und dem Breitwiesen-Bach im Osten in einer Höhenlage von 537 Metern. Seit Ende der 1990er Jahre besteht eine Ortsumfahrung, für die bei Garham von 1995 bis 1996 ein 300 Meter langer Tunnel gebaut wurde.

## Geschichte
Kumreut fand um 1200 seine erste Erwähnung. Der Ort gehörte im Hochstift Passau zum Amt Röhrnbach im Landgericht Leoprechting. Der Ort wurde 1803 mit dem größten Teil des Passauer Gebietes zugunsten des Kurfürstentums Salzburg von Ferdinand III. von Toskana säkularisiert und fiel 1805 an Bayern. Mit der Bildung der Gemeinden im Jahre 1818 auf Grund des zweiten bayerischen Gemeindeedikts vom 17. Mai 1818 wurde die Gemeinde Kumdorf gebildet.
Die Expositur Kumreut wurde 1906 geschaffen, die Erhebung zur Pfarrei erfolgte 1921. 1989 zählte sie 1484 Katholiken. Im Jahr 1905 erbaute man die neuromanische Pfarrkirche St. Josef. Zur Pfarrei Kumreut gehört auch die 1817 errichtete Wallfahrtskapelle Maria Traum in Großwiesen. Sie enthält außer dem Gnadenbild einige volkstümliche Bilder und Figuren nebst einem Arma-Christi-Kreuz.
Teile der ehemaligen Gemeinden Harsdorf und Oberndorf wurden am 1. Januar 1970 und am 1. April 1971 eingegliedert.
Am 1. Mai 1978 wurde der Großteil der Gemeinde Kumreut mit Harsdorf und Oberndorf im Zuge der Gebietsreform in Bayern in den Markt Röhrnbach eingegliedert, andere Teile kamen zur Stadt Freyung, zum Markt Perlesreut und ein kleiner Teil mit gerade einmal zehn Einwohnern zur Gemeinde Ringelai.

## Kultur und Sehenswürdigkeiten

### Baudenkmäler

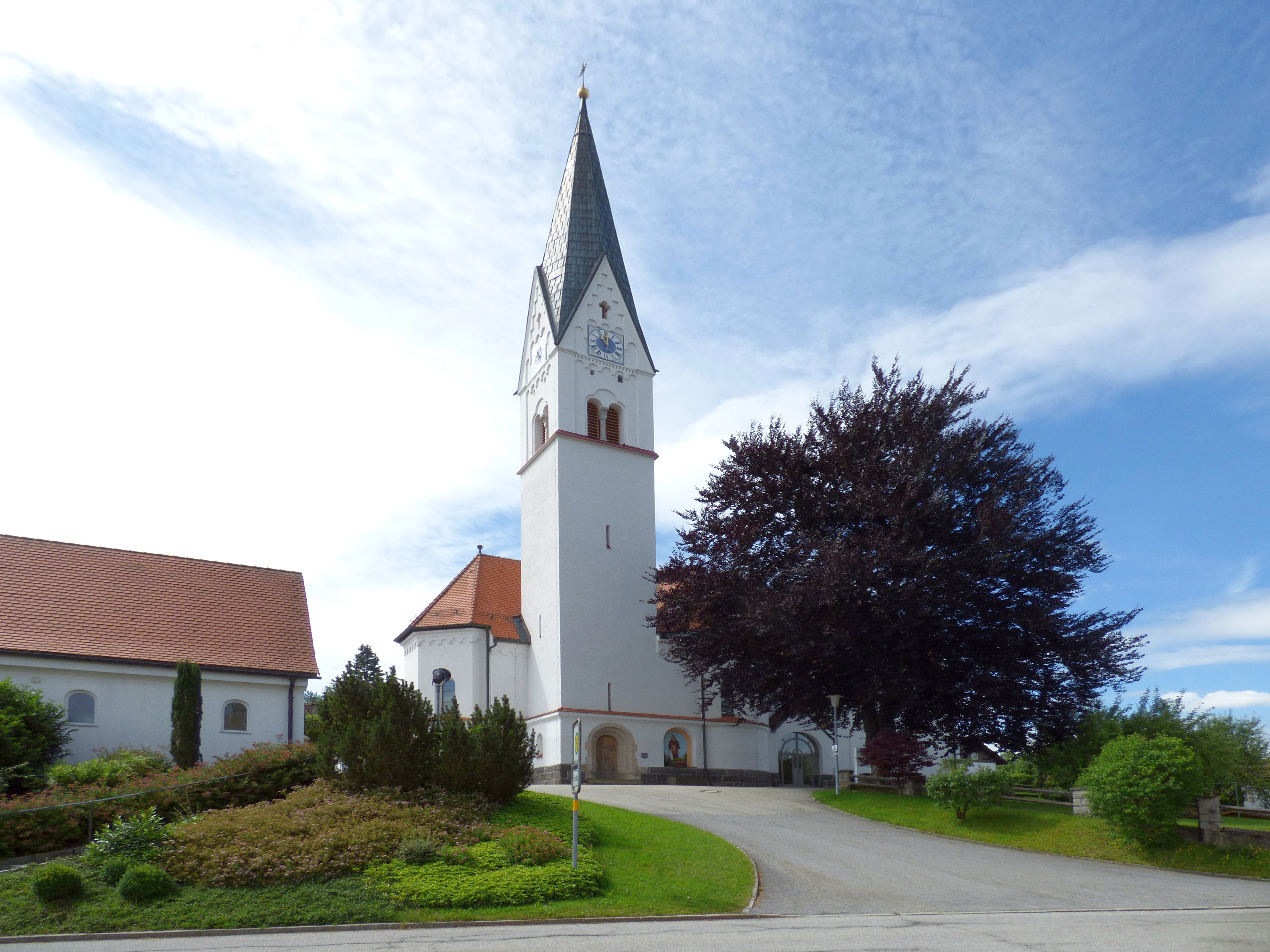
Die Pfarrkirche St. Josef

Das markanteste Bauwerk von Kumreut ist die Pfarrkirche St. Josef. Das in den Jahren 1905 und 1906 im neuromanisch-gotischen Stil entstandene Bauwerk stellt durch seine etwas erhöhte Lage eine weithin sichtbare Landmarke dar. Zum Pfarrsprengel Kumreut gehören neben der Ortschaft Kumreut des Weiteren Klein- und Großwiesen, Harsdorf, Rappmannsberg, Lobenstein, Stelzerreut, Lanzesberg, Ödhof, Ödmühle, Auggenthal, Prombach, Reisersberg, Öden, Mundobl, Neureut, Feldscheid und Garham. Die Kirche ist heute in der örtlichen Denkmalliste verzeichnet.
Unmittelbar neben der Kirche ist ein Ehrenmal für die Opfer der beiden Weltkriege zu finden.
Ebenfalls auf der örtlichen Denkmalliste ein Bildstock verzeichnet, der sich an der Straße nach Großwiesen vor dem Breitwiesenbach befindet. Dieser besteht aus einer Steinsäule mit Laterne. Seine Entstehung wird auf das 18. oder 19. Jahrhundert datiert.

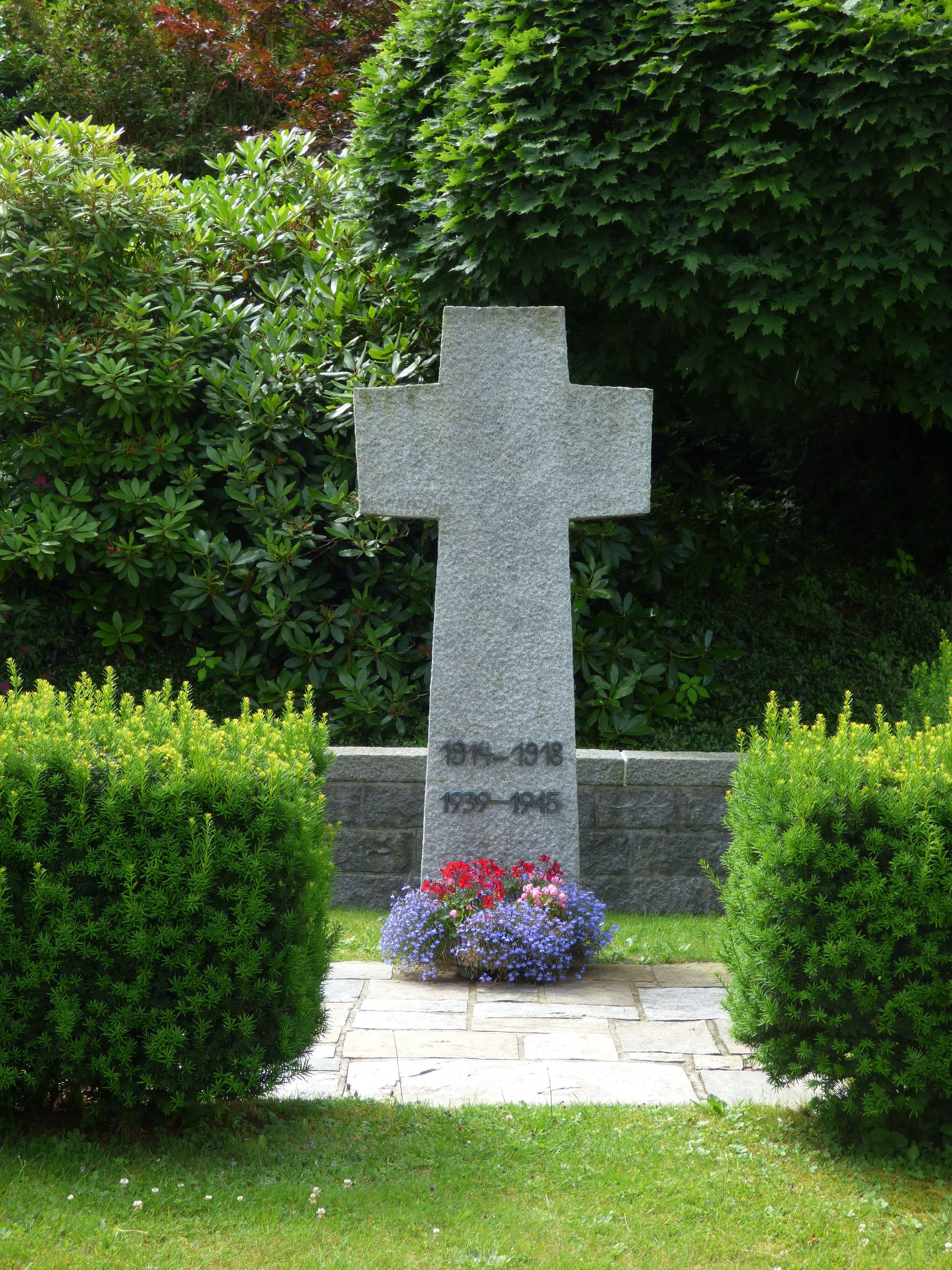
Ehrenmal für die Opfer der beiden Weltkriege
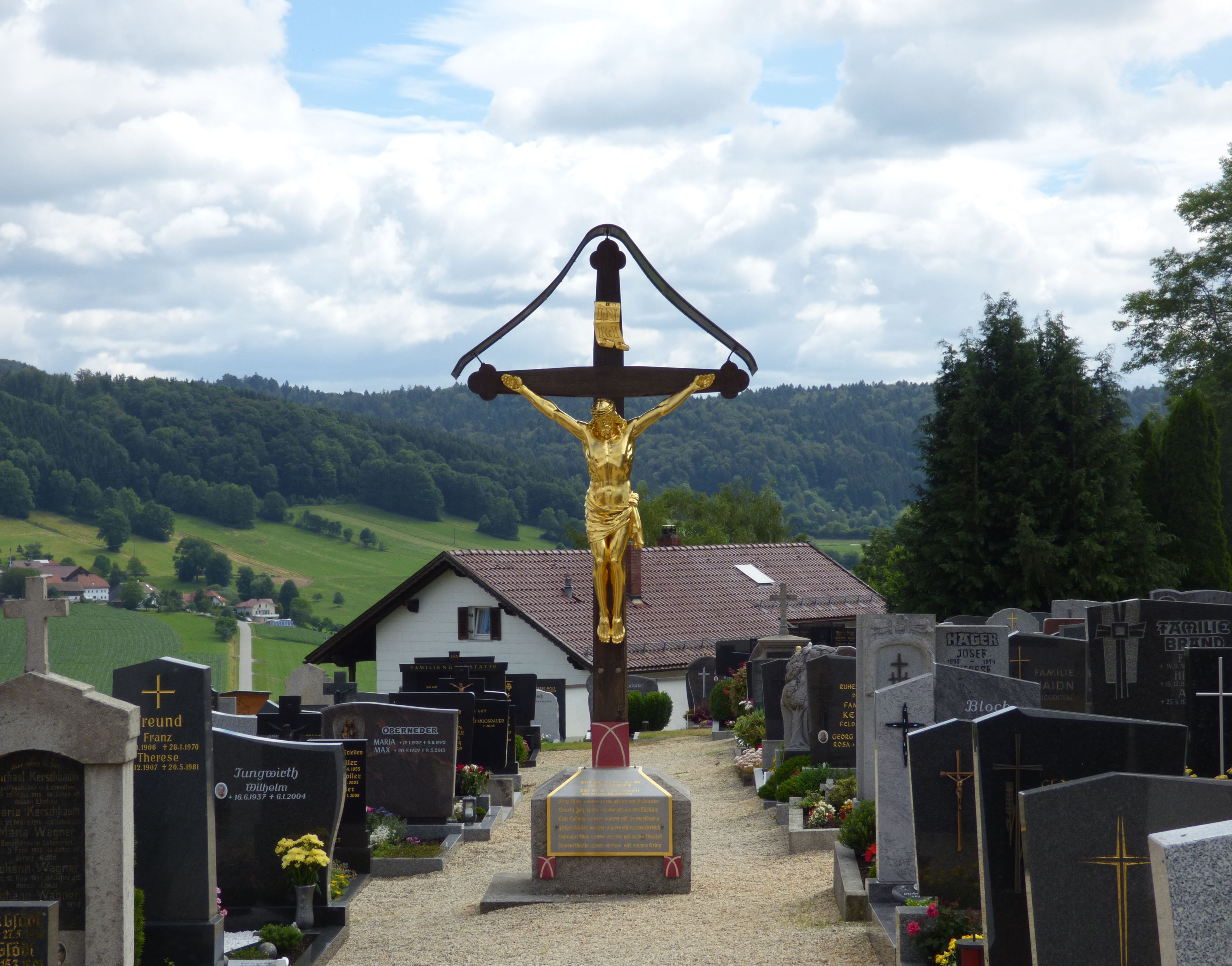
Friedhof
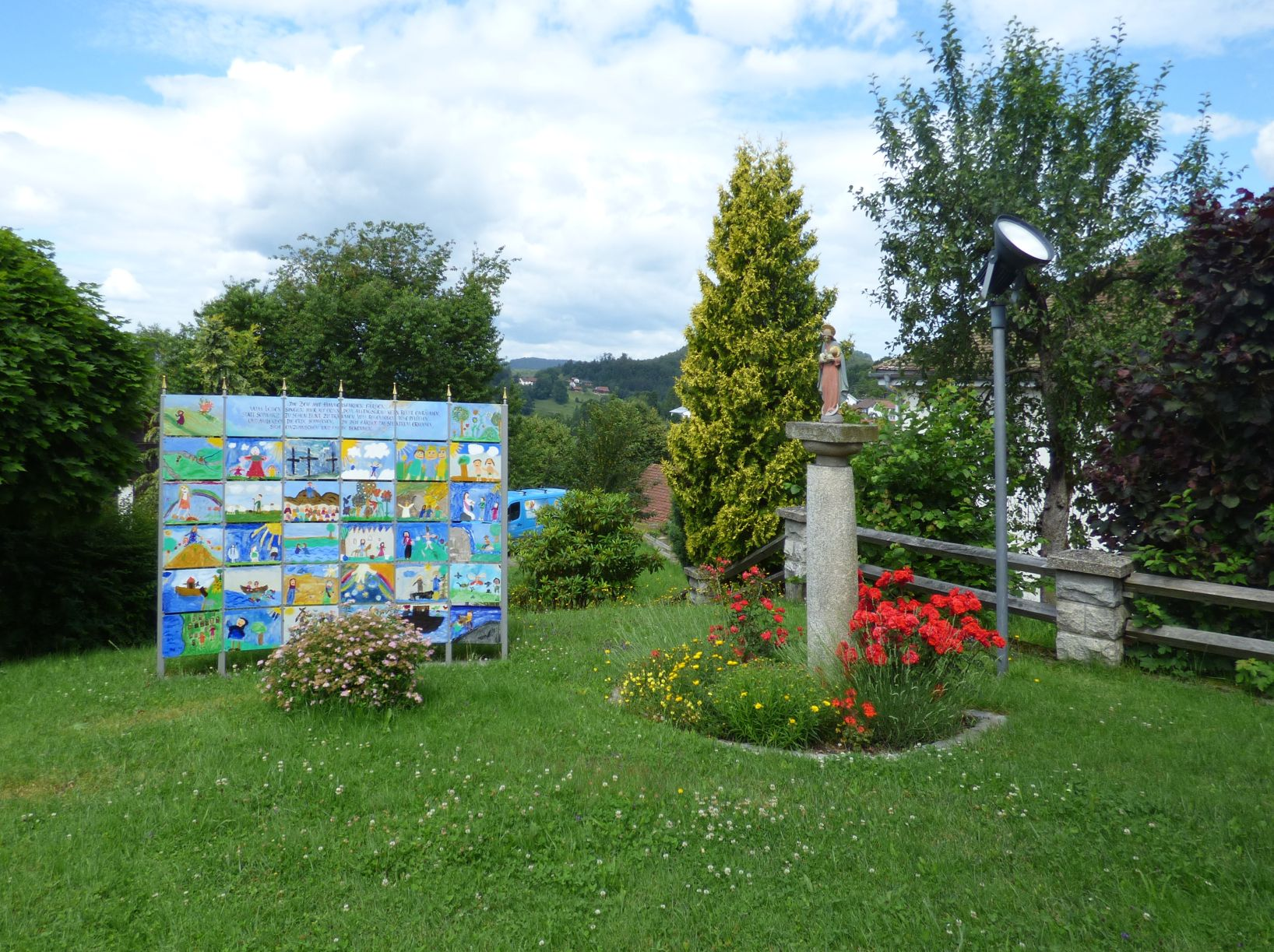
Grünanlage an der Kirche

### Vereine
- Altenclub Kumreut
- Freiwillige Feuerwehr Kumreut, gegründet 1898
- SV Kumreut
- Kath. Frauenbund Kumreut
- Kumreuter Sängerinnen
- Malteser Hilfsdienst Karlsbach-Kumreut
- Pfarr-Caritasverein Kumreut e. V.
- Soldaten- und Kriegerbund Kumreut
- VdK Kumreut